# Forst-Längenbühl
Forst-Längenbühl (toponimo tedesco) è un comune svizzero di 778 abitanti del Canton Berna, nella regione dell'Oberland (circondario di Thun).

## Geografia fisica

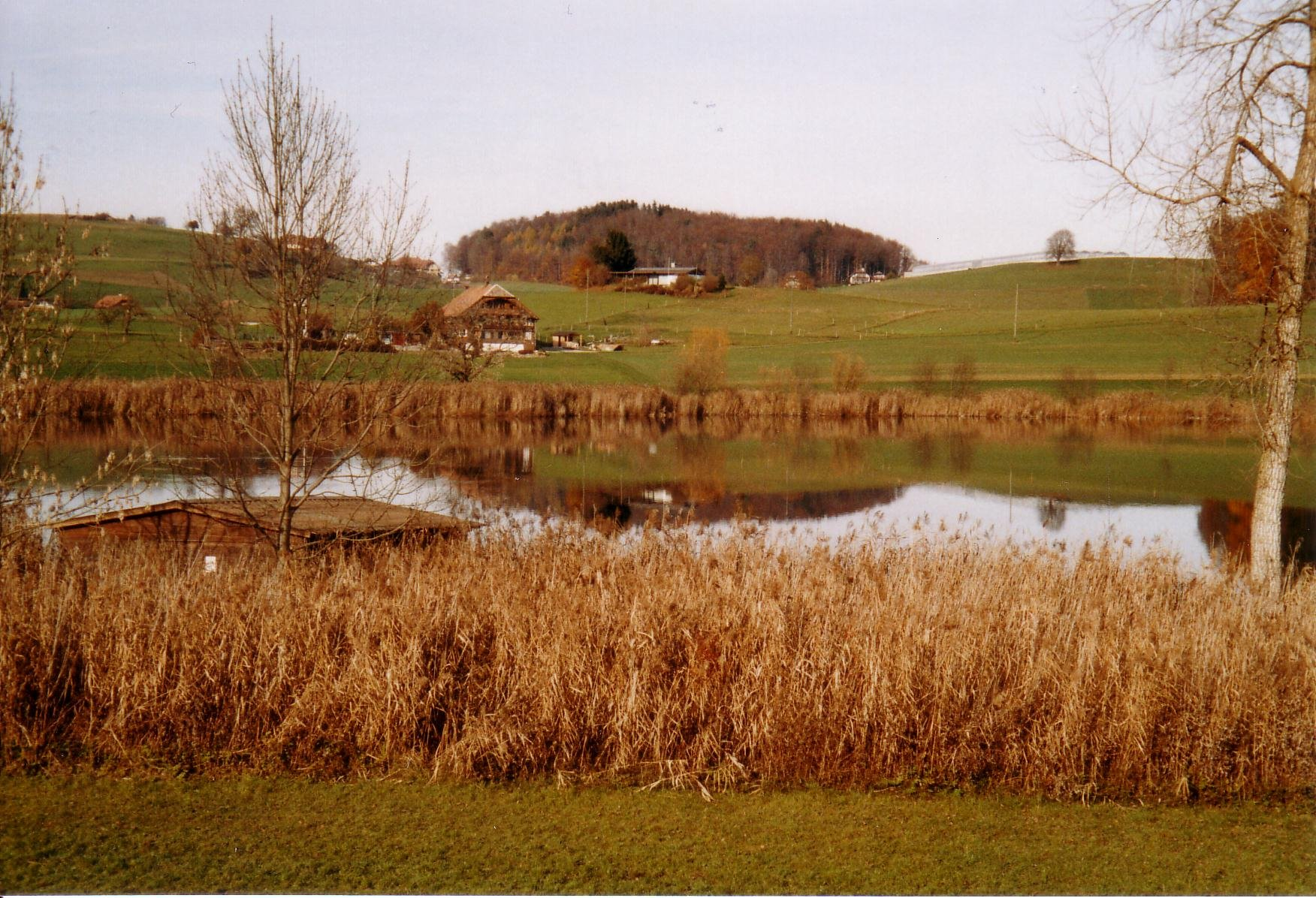
Il lago di Dittlig

Il territorio di Forst-Längenbühl comprende il lago di Dittlig.

## Storia
Il comune di Forst-Längenbühl è stato istituito il 1º gennaio 2007 con la fusione dei comuni soppressi di Forst e Längenbühl.

## Società

### Evoluzione demografica
L'evoluzione demografica è riportata nella seguente tabella:
Abitanti censiti

## Geografia antropica

### Frazioni
Le frazioni di Forst-Längenbühl sono:
- Forst[4]
  - Allmid
  - Chromen
  - Längmoos
  - Riedhubel
- Längenbühl[5]
  - Dittligen